# Alpaida lanei
Alpaida lanei Levi, 1988 è un ragno appartenente alla famiglia Araneidae.

## Etimologia
Il nome della specie è in onore del collezionista Lane che raccolse i primi esemplari nel dicembre 1943

## Caratteristiche
L'olotipo maschile rinvenuto ha dimensioni: cefalotorace lungo 1,5mm, largo 1,2mm; il primo femore misura 1,5mm e la patella e la tibia circa 1,7mm.

## Distribuzione
La specie è stata rinvenuta in Brasile: a Honto Florestal, località dello stato di San Paolo.

## Tassonomia
Al 2015 non sono note sottospecie e dal 1988 non sono stati esaminati nuovi esemplari.